# 控制變數
控制變數（英語：Control variable，或稱控制變因）是指在科學實驗中某個實驗要素恆定或不變。控制變數強烈影響實驗結果，在實驗過程中其他變量的值保持不變，而改變某一個變量的值，並觀察在不同的變量值下實驗主體的表現。

## 用法
在實驗中維持固定的變數是為了評估其它變數之間的關係，即為控制變數。控制變數是整個實驗中不會改變的元素，因為它的固定狀態是為了更好地理解其它被測變數之間的關係。
實質上，控制變數在整個實驗中保持不變，在實驗結果中並不是主要考量。實驗中控制變數的任何變化將使應變數（dependent variable, DV）與自變數（independent variable, IV）的相關性無效，會造成實驗結果偏斜。

## 實驗
任何的系統在自然狀態中，許多變數可能是獨立的，而每一個都會影響另一個。由實驗者操作的自變數，測試對應變數造成的影響，了解兩者之間的關係。任何附加的獨立變量都可以是一個控制變數。
例如一個有關波義耳定律的實驗，數學模式如下：

{\displaystyle \qquad {\frac {PV}{T}}=k}
其中：
P 是壓力、
V 是體積、
T 是絕對溫度、
k 是常數（以能量單位除以溫度）；
表示壓力與體積的乘積與系統溫度之間的比值保持不變。
在驗證波以耳氣體定律（P * V = T）的實驗部份中，其中壓力，溫度和體積都是變量，需要至少一個保持不變，量測對這些變量的最終變化。這是為了在剩餘的變量中看到可比較的實驗結果。
如果體積作為控制變數，並在整個實驗過程中不允許改變，則“壓力和溫度”應變量之間的關係可由改變其中之一的值而快速建立。例如，如果壓力升高，則溫度必須相對應增加。
然而，如果溫度作為控制變數，並在整個實驗過程中不能改變，則改變“壓力和體積”應變量其中之一的值快速建立兩者之間的關係。例如，壓力升高，則體積必須減小。

## 控制理論
在控制理論中，控制變數是一個控制系統的輸入，控制系統的輸出會隨控制變數而變化。

## 電腦科學
在電腦科學中，控制變數是用來調整程式控制流程的变量。

### 舉例
- 迴圈中的控制變數是用來控制迴圈執行的次數，迴圈每執行一次，控制變數會遞增（若是控制變數下數的迴圈，控制變數則會遞減）。
- 控制變數可用來識別程式的狀態（英语：State (computer science)）。